# أورسولا أندريس
أورسولا أندريس (بالألمانية: Ursula Andress) هي ممثلة وعارضة أزياء سويسرية ولدت في يوم 19 مارس 1936 في مدينة أوسترمونديغن في سويسرا، مثلت في سلسلة أفلام جيمس بوند، حيث مثلت في فلم دكتور نو حيث فازت بجائزة غولدن غلوب، ومثلت في كازينو رويال.

## روابط خارجية
- أورسولا أندريس على موقع IMDb (الإنجليزية)
- أورسولا أندريس على موقع الموسوعة البريطانية (الإنجليزية)
- أورسولا أندريس على موقع مونزينجر (الألمانية)
- أورسولا أندريس على موقع ألو سيني (الفرنسية)
- أورسولا أندريس على موقع ميوزك برينز (الإنجليزية)
- أورسولا أندريس على موقع تيرنر كلاسيك موفيز (الإنجليزية)
- أورسولا أندريس على موقع أول موفي (الإنجليزية)
- أورسولا أندريس على موقع قاعدة بيانات الأفلام السويدية (السويدية)
- أورسولا أندريس على موقع إن إن دي بي (الإنجليزية)
- أورسولا أندريس على موقع قاعدة بيانات الفيلم (الإنجليزية)